# 村上幹夫
村上 幹夫（むらかみ みきお、1932年6月26日 - 2018年9月29日）は、日本の俳優。鳥取県出身。身長170cm。体重71kg。

## 人物
1962年、劇団青年座研究生を経て劇団仲間に所属。1971年から東京俳優生活協同組合に所属していた。
趣味はテニス、ゴルフ。

## 出演作品

### テレビドラマ

#### NHK
- 大河ドラマ
  - 源義経（1966年） - 梶取り
  - 元禄太平記（1975年） - 田村右京太夫
  - 花神（1977年）
  - おんな太閤記（1981年） - 長束正家
  - 峠の群像（1982年） - 侍
  - 山河燃ゆ（1984年） - 米内海相
  - 春の波涛（1985年） - 観客
  - いのち（1986年） - 女子医専の教授
  - 武田信玄 第47話「三方ヶ原の戦い」（1988年） - 石川数正
  - 翔ぶが如く 第1部　幕末編　第15話「南国の女」（1990年） - 喜入摂津守
  - 太平記 第3話「風雲児」（1991年） - 殿上人
  - 信長 KING OF ZIPANGU（1992年） - 春日丹後
    - 第1話「ジパング」
    - 第8話「鬼の栖」

  - 徳川慶喜（1998年） - 太田備後守資始
  - 葵 徳川三代 第9話「風雲大垣城」、第10話「前哨戦」（2000年） - 伊藤頼母
- アイウエオ（1968年）
  - 第11話
  - 第13話
- 銀河テレビ小説
  - 霧の中の少女（1976年） - 郵便配達
  - まんが道 第10話（1987年） - 声の出演
- 風神の門 第17話「慶長地獄節」（1980年）
- 白き抗争 第2話（1983年）
- 連続テレビ小説
  - おしん 第79話（1983年）
  - 澪つくし（1985年）
- 花へんろ 風の昭和日記 第二章 第4話（1987年）
  - 殿様ごっこ（1988年）
- 詩城の旅びと 第4話「告白」（1989年）
- 大石内蔵助 冬の決戦（1991年）
- 大江戸風雲伝（1994年） - 松平忠郷
- 刑事 蛇に横切られる（1995年） - 山之内副頭取
- 官僚たちの夏（1996年）
- 鳥帰る（1996年）
- 土曜ドラマ（NHK）
  - 憲法はまだか 第二部「戦争放棄」（1996年）
  - 女たちの帝国（1997年）
  - 黄昏流星群 -恋をもう一度-（1997年）
- さわやか3組（1997年 - 1998年）
- 晴れ着ここ一番 第1話「予期せぬ同居?」（2000年）

#### 日本テレビ
- 光速エスパー 第3話「原子炉のカビ」（1967年）
- 見合い恋愛 第7話（1969年）
- 弥次喜多隠密道中 第14話「木曽の暴れん坊」（1972年）
- 白い牙 第16話「虚栄の女」（1974年）
- 傷だらけの天使 第23話「母の胸に悲しみの眠りを」（1975年）
- 水もれ甲介 第22話「兄妹じゃない!」（1975年） - 区役所員
- 愛のサスペンス劇場 / 母絶唱（1975年）
- 大都会シリーズ
  - 大都会 -闘いの日々- 第1話「妹」（1976年）
  - 大都会 PARTII
    - 第37話「銀行ギャング徳吉」（1977年）
    - 第45話「白昼の市街戦」（1978年）
    - 第47話「黒いライセンス」（1978年）

  - 大都会 PARTIII
    - 第9話「高層の狙撃者」（1978年）
    - 第14話「刑事が消えた」（1979年）
    - 第41話「アメリカン・ポリス」（1979年）
    - 第46話「反逆の殺し屋」（1979年）
- 太陽にほえろ!
  - 第183話「金庫破り」（1976年）
  - 第197話「ペスト」（1976年）
  - 第217話「スコッチ刑事登場!」（1976年）
  - 第239話「挑発」（1977年）
  - 第259話「怪物」（1977年）
  - 第273話「逆恨み」（1977年）
  - 第312話「凶器」（1978年）
  - 第336話「ドジな二人」（1979年）
  - 第366話「真夜中の殺意」（1979年）※「村上幹男」とクレジット
  - 第374話「直感」（1979年）
  - 第380話「見込捜査」（1979年）
  - 第397話「音の告発」（1980年）
  - 第404話「鍵のかゝった引出し」（1980年）
  - 第421話「ドックとスニーカー」（1980年）
  - 第441話「カーテン」（1981年）
  - 第443話「あなたは一億円欲しくありませんか」（1981年）
  - 第464話「我がいとしき子よ」（1981年）
  - 第472話「鮫やんの大暴走」（1981年）
  - 第487話「ケガの功名」（1981年）
  - 第500話「不屈の男たち」（1982年）
  - 第560話「愛される警察」（1983年）
  - 第569話「ホームラン」（1983年）
  - 第586話「生と死の賭け」（1984年）
  - 第605話「離婚」（1984年）
  - 第611話「無口な男」（1984年）
  - 第620話「素晴らしき人生」（1984年）
  - 第652話「相続ゲーム」（1985年）
  - 第680話「陽ざしの中を」（1986年）
  - 第696話「正面18度」（1986年）
  - 第706話「ボス! 任せてください」（1986年）
  - 第718話「そして又、ボスと共に」（1986年）
- 気まぐれ本格派 第1話「カッパの里帰り」（1977年）
- 新五捕物帳
  - 第8話「蛇の道は蛇」（1977年）
  - 第48話「七日目の自訴」（1978年）
  - 第63話「遠い春の親子花」（1978年）
- スターウルフ 第13話「大爆発0秒前」（1978年） - ササール星士官
- 西遊記
  - 西遊記 第6話「悟空破門! 三妖怪の罠」（1978年）
  - 西遊記II
    - 第9話「地獄極楽宙ぶらりん」（1979年）
    - 第17話「泣くな八戒! 瞳の中の愛」（1980年）
- 俺たちは天使だ! 第1話「運が悪けりゃ死ぬだけさ」（1979年） - 太田
- 熱中時代 第2シリーズ 第2話「二年三組とかわいそうな象」（1980年） - 中年の男
- 警視-K（1980年）
  - 第2話「コルトガバメントM1911」- 新聞記者
  - 第3話「自白への道」
  - 第7話「太陽が上に向いている」- 新聞記者
- 俺はおまわり君 第9話「年頃の娘を持てば…」（1981年）
- 火曜サスペンス劇場
  - ハムレットは行方不明（1981年）
  - 裁かれた絆（1985年）
  - 津軽海峡 - 殺しの双曲線（1988年）
  - 名無しの探偵 第4作「愛の死角」（1988年） - 益岡誠道
  - 松本清張スペシャル・やさしい地方（1988年）
  - 小京都ミステリー 第1作「小京都連続殺人事件」（1989年） - 久美の師匠
  - 嘘を重ねて（1989年）
  - 弁護士・朝日岳之助 第1作「真実の合奏」（1989年）
  - 六月の花嫁シリーズ / 結婚運（1991年）
  - 女検事 霞夕子 第8作「死なれては困る」（1991年）
  - 灰色無罪（1993年）
- 幻之介世直し帖 第20話「ここが思案の敵討ち」（1982年）
- 刑事物語'85 第2話「テレビスター殺人事件」（1985年）
- 銭形平次（風間杜夫版） 第16話「神田川心中」（1987年）
- あぶない刑事 第28話「決断」（1987年）
- 女たちの百万石 第1話（1988年）
- 電脳警察サイバーコップ 第7話「殺人ジェット!! 東京市街戦」（1988年）
- 悪女 第5話「幸せは歩いてこないッ!」（1992年）
- 家なき子 第7話「命の値段! 母のための強盗!」（1994年）
- 銀狼怪奇ファイル（1996年）
- サイコメトラーEIJI 第8話「24HOURS 顔のない殺人者」（1997年）
- 永遠の仔 第9話「女の殺意! 許されぬ愛…父親殺しの真犯人は」（2000年）

#### TBS
- 女と味噌汁
- 刑事くん 第1部
  - 第8話「さらば夜明け」（1971年）
  - 第19話「冬の旅 青春の旅」（1972年）
  - 第45話「別れの旅」（1972年）
- 赤いシリーズ
  - 赤い迷路 第8話「出会い」（1974年）
  - 赤い絆 第28話「若き絆の旅立ち」（1978年）
  - 赤い魂 第25話「人間の絆、それは愛」（1980年）
- 日本沈没（1974年） - 阿部信太郎の配下
  - 第8話「怒りの濁流」
  - 第11話「京都にオーロラが!!」
- なつかしき海の歌（1975年）
- 高原へいらっしゃい 第15話（1976年）
- 青春の門・筑豊編 第2話（1976年）
- グッドバイ・ママ 第1話（1976年）
- 横溝正史シリーズI・悪魔が来りて笛を吹く 第4話（1977年）
- Gメン'75
  - 第169話「深夜バスの乗客大量殺人事件」（1978年）−所轄署刑事
  - 第330話「19歳の金髪美女強盗団」（1981年）
- 七人の刑事 第3シーズン 第40話「かあさんの冬」（1979年）
- 噂の刑事トミーとマツ
  - 第1シリーズ
    - 第8話「きまった!トミーの投げ銭」（1979年）
    - 第32話「ああ!トミマツの 4回戦ボーイ」（1980年）
    - 第62話「キャッ! 水曜日の切り裂き魔」（1981年）

  - 第2シリーズ 第6話「トミー仰天! マツの巨大デベソ突き」（1982年）
- 花王 愛の劇場
  - ふたりの旅路（1981年）
  - 夫婦（1982年）
  - 流れる星は生きている（1982年）
  - 妻の定年（1983年）
  - 誘惑（1987年）
  - WHO!?（1997年）
- ザ・サスペンス
  - お師匠さんは名探偵(1) 三味線殺人事件（1983年）
  - 一周年記念特別企画 妻は告白する 女の体の中には自分でも気づかない魔性がいた!（1983年）
  - 九州殺人行（1984年）
  - 陰の告発者（1984年）
- 高校聖夫婦 第18話「波に裂かれた愛」（1983年）
- スチュワーデス物語 第20話「ないしょ話」（1984年）
- 少女が大人になる時 その細き道 第4話（1984年）
- スクール☆ウォーズ 〜泣き虫先生の7年戦争〜 第1話「それは涙で始まった」（1984年）
- 乳姉妹 第20話「少女が見た地獄」（1985年）
- 水曜ドラマスペシャル
  - 家政婦・織枝の体験2（1985年）
  - 家政婦・織枝の体験3（1985年）
- 翔んでる警視（1986年）
- 早春物語〜私、大人になります〜（1986年）
- 夏・体験物語II 第11話「涙の初体験」（1986年）
- 橋田壽賀子ドラマ おんなは一生懸命 第5話（1987年） - 「辰巳」の客
- 仮面ライダーBLACK
  - 第11話「飢えた怪人たち」（1987年） - 記者会見の代表
  - 第28話「地獄へ誘う黄金虫」（1988年） - 南光太郎を追い返す男
- 東芝日曜劇場
  - 第1658回「鳩のいる風景」（1988年）
  - グッドニュース（1999年）
- 特別企画ドラマ / 閨閥（1990年）
- ドラマチック22 / 僕はムコ養子（1990年）
- あの日の僕をさがして（1992年）
- 月曜ドラマスペシャル
  - 麗子の決闘 銃口に愛をこめて（1992年）
  - 向田邦子新春シリーズ 家族の肖像（1993年）
  - モモ子シリーズ 第8作「最後の審判 あのソープ嬢が欲と利権の老人ホームで巨悪を相手に大暴れ!」（1997年）
- 夏の嵐! 第6話「理由なき逮捕!」（1992年）
- 揺れる想い（1995年）
- セカンド・チャンス 第1話「オレのママに手を出すな!」（1995年）
- 人生は上々だ 第8話「栄光と絶望」（1995年）
- 若葉のころ（1996年）
  - 第8話「裏切りの明日」
  - 第11話「生命の重さ」
- 水戸黄門 第25部 第41話「白狐の舞いが悪を斬る」（1997年） - 石堂主水之丞
- 青い鳥 第2部 第十章「運命の愛」（1997年）
- 青の時代 第3話「希望という名の明日」（1998年）
- 春の惑星（1999年）
- チープ・ラブ 第7話「運命の赤い糸」（1999年）
- ママチャリ刑事 第8話「殉職か!? 立花刑事最後の事件!!」（1999年）
- QUIZ（2000年）
  - 第1話「史上最悪の誘拐犯てだあれ」
  - 第2話「絶対成功する身代金の奪い方は」
  - 第8話「第2の誘拐だーれだ!?」
- 3年B組金八先生 第5シリーズ 第12話「辞表提出その後…」（2000年）
- ウルトラマンマックス 第26話「クリスマスのエリー」（2005年） - 老人

#### フジテレビ
- 忍者部隊月光 第90話「ブラック・ファイヤー作戦 前篇」（1965年） - ボーイ
- 東京コンバット 第22話「姿なき敵」（1969年）
- 浮世絵 女ねずみ小僧
  - 第1シリーズ 第12話「世は情 恋の韋駄天」（1971年）
  - 第2シリーズ 第11話「二人だけの夜明け」（1972年）
- 快傑ライオン丸（1972年）
  - 第6話「人食い花フラワンダー」 - 武士
  - 第28話「悪の剣士タイガージョー」 - 虎錠之介の父
- GO!GOスカイヤー 第2話「決死の盲目飛行」（1973年）
- 剣客商売 第16話「御老中毒殺」（1973年）
- 戦国ロック はぐれ牙 第7話「血塗られた鞍は返せ」（1973年）
- 科学捜査官 第5話（1973年）
- 特捜記者 犯罪を追え 第19話「闇に去った女」（1974年）
- 電人ザボーガー 第52話「ストロング・ザボーガーよいつまでも」（1975年） - 医師
- 江戸の旋風
  - 同心部屋御用帳 江戸の旋風 第48話「狙われた女」（1976年）
  - 同心部屋御用帳 江戸の旋風II 第18話「黒い狐狩り」（1976年）
  - 同心部屋御用帳 新・江戸の旋風 第10話「簪は知っていた」（1980年）
- 三日月情話 第1話（1976年）
- 渚より愛をこめて（1976年）
- あかんたれ（1977年）
  - 第17話
  - 第77話
- 白い巨塔 第3話（1978年）
- 飢餓海峡 第4話（1978年）
- 平岩弓枝ドラマシリーズ / 茜の女（1979年）
- 江戸の激斗（1979年）
  - 第10話「奪われざるもの」
  - 第24話「必死の脱出!!」
- 津軽三味線よされぶし 望郷篇（1979年）
- 騎馬奉行 第19話「破れ同心と女郎花」（1980年）
- 大追跡 第8話「必死の追走」（1980年）
- 旅がらす事件帖 第4話「俺もお前もはぐれ鳥」（1980年）
- 同心暁蘭之介 第36話「殺しの影」（1982年）
- 長谷川町子のいじわる看護婦スペシャル（1983年）
- 月曜ドラマランド / ボクの婚約者（1986年）
- スケバン刑事II 少女鉄仮面伝説 第20話「愛と悲しみのビー玉勝負」（1986年）
- ヤングシナリオ大賞スペシャル / パンダ、誘拐される（1987年）
- 男と女のミステリー
  - 殺意 或る女の誤算（1988年）
  - 殺意の囁き（1990年）
- 世にも奇妙な物語
  - 石田部長代理の災難（1991年）
  - あやしい鏡（1991年）
- 金曜ドラマシアター→金曜エンタテイメント
  - 消えたミステリー（1991年）
  - 平成の女相場師（1992年）
  - 野々村さんちの夫婦ゲンカ（1994年）
  - 松本清張三回忌特別企画・草の陰刻（1994年）
  - ダブルカップル探偵（1999年）
- 女の企業サスペンス・ホテルウーマン（1991年）
- しゃぼん玉 第9話「死ぬな! オヤジ」（1991年）
- 白いシャツの女（1992年）
- ジュニア・愛の関係 第9話（1992年）
- 旅情サスペンス / 女医彩子 伊豆半島・恐怖の往診（1992年）
- 死刑台のエレベーター（1993年）
- 幸福の予感 第1話（1996年）
- 踊る大捜査線 歳末特別警戒スペシャル（1997年） - 警視庁警務部長
- 風の行方（1999年）
- 女優・杏子（2001年）
- HERO 第10話「別れの予感」（2001年）
- はるちゃん6（2002年）

#### テレビ朝日
- 特別機動捜査隊
  - 第399話「緋牡丹の女」（1969年） - 大角
  - 第417話「美しい町の天使たち」（1969年） - 中村
  - 第439話「同姓同名」（1970年） - 板倉
  - 第443話「桃色の報酬」（1970年） - 的場
  - 第448話「刑事」（1970年） - 土屋
  - 第452話「母恋し1,500キロ」（1970年） - 江藤
  - 第454話「霧の中の聖女」（1970年） - 石田
  - 第456話「ハイビスカスの女」（1970年） - 石田
  - 第462話「幸せになりたい」（1970年） - 甚平
  - 第468話「大砂丘」（1970年） - 長谷川
  - 第753話「愛と死その罪」（1976年） - 町医者
- 五番目の刑事 第9話「捜査、異常あり」（1969年） - 記者
- 天皇の世紀 第13話「壊滅」（1971年） - 斉藤左次衛門
- 仮面ライダー（1972年）
  - 第47話「死を呼ぶ氷魔人トドギラー」 - 和泉船長
  - 第57話「土ぐも男ドクモンド」 - 城南大学警備員
  - 第90話「恐怖のペット作戦 ライダーS・O・S!」 - 団地の住人
- 荒野の素浪人 第1シリーズ（1972年）
  - 第18話「みな殺し 棚倉城襲撃」
  - 第45話「死闘 傷だらけの駒木峠」
- 右門捕物帖 第7話「双つの顔」（1974年）
- スーパー戦隊シリーズ
  - 秘密戦隊ゴレンジャー
    - 第34話「黄色いスパイ戦! 見たかYTCの威力」（1975年） - 黒十字軍科学者 ※「村上幹男」とクレジット
    - 第52話「ピンクの電話鬼! 殺しのダイヤル」（1976年） - 清水博士
    - 第67話「真赤な特攻!! キレンジャー夕陽に死す」（1976年） - 医師

  - ジャッカー電撃隊 第1話「4カード!! 切り札はJAKQ」（1977年） - 医師
  - 太陽戦隊サンバルカン 第41話「七化けドロンパ狸」（1981年） - ゆめヶ丘保健所職員
  - 大戦隊ゴーグルファイブ 第42話「暗殺! サソリの罠」（1982年） - 運転手
  - 科学戦隊ダイナマン 第27話「死の音セミシグレ」（1983年） - 医師
  - 電撃戦隊チェンジマン 第46話「美しきシーマ!」（1985年） - 医師
  - 鳥人戦隊ジェットマン 第38話「いきなりハンマー!」（1991年） - 谷口教授
  - 魔法戦隊マジレンジャー Sage.47「君にかける魔法 〜ルルド・ゴルディーロ〜」（2006年） - おじいさん
- 新・二人の事件簿 暁に駆ける 第22話「(秘)を燃やせ! 」（1976年）
- ロボット110番（1977年）
  - 第17話「パールの涙は真珠です」 - パチンコ店の店員
  - 第35話「人さわがせな大冒険」 - 作業員 ※「村上幹雄」とクレジット
- 非情のライセンス 第2シリーズ 第97話「兇悪の殉職・坂井刑事」（1977年） - 太田鉄彦
- 若さま侍捕物帳 第7話「参上!! 悪魔の使者」（1978年） - 用人
- 東京メグレ警視シリーズ 第16話「警視とひとりぼっちの男」（1978年）
- 半七捕物帳（1979年）
  - 第11話「お化け半鐘」
  - 第24話「闇からの声」
- 土曜ワイド劇場
  - 白い手美しい手呪いの手（1979年）
  - 帝銀事件 大量殺人 獄中32年の死刑囚（1980年）
  - 寝台特急あかつき殺人事件（1983年）
  - ねらわれた社長一族（1985年）
  - 新人歌手スキャンダル殺人事件（1985年）
  - 美しい人妻の危険な旅 エメラルドの指輪は不倫の証し!（1990年）
  - 松本清張スペシャル・数の風景（1991年）
  - 松本清張作家活動40年記念 霧の旗（1991年）
  - 狙われた花嫁 雪の北陸路（1992年）
  - 探偵事務所 第1作「依頼人が消えていく… 」（1994年） - 市長
  - 松本清張スペシャル・状況曲線（1994年）
  - 俺たちの世直し強盗 第1作「俺たちの銀行強盗」（1996年） - コメンテーター
  - 新・女弁護士 朝吹里矢子 第4作「僧衣を着た銀行強盗の告発!?」（1996年） - 裁判長
- 江戸の牙 第1話「炎上! 赤馬を斬れ」（1979年）
- 西部警察
  - 西部警察 (PART1)
    - 第7話「暴走刑事を撃て」（1979年）
    - 第24話「獅子に怒りを!!」（1980年）
    - 第99話「二つの顔」（1981年）

  - 西部警察 PART-II 第36話「八丈島から来た刑事」（1983年） - 片桐
  - 西部警察 PART-III
    - 第11話「狙撃」（1983年）
    - 第20話「40億の罠」（1983年） - 国際銀行・外事局長
    - 第36話「対決!!マグナム44」（1984年） - 医師
    - 第40話「激突!!檀ノ浦攻防戦 -岡山・高松篇-」（1984年）
    - 第51話「ターゲット・X - 鳩村、絶体絶命!-」（1984年）
    - 第57話「5分間の逆転!!」（1984年）
    - 第63話「愛と哀しみの銃弾」（1984年） - 喫茶店支配人
- 爆走!ドーベルマン刑事 第26話「黒バイ部隊 最後の挑戦!」（1980年）
- 走れ!熱血刑事
  - 第5話「犬だけが知っていた」（1980年）
  - 第26話「追撃・マニラコネクション」（1981年）
- 特捜最前線
  - 第207話「雨傘殺人事件!」（1981年）
  - 第233話「判決・横須賀ドブ板通り!」（1981年）
  - 第238話「刑事無情・あいつが愛した悪い女!」（1981年）
  - 第242話「張込み・鍵穴の向うの女!」（1982年）
  - 第247話「警視庁狙撃班にいた男!」（1982年）
  - 第267話「裸足の女警部補!」（1982年）
  - 第310話「九官鳥と喋る男!」（1983年）
  - 第315話「面影列車!」（1983年）
  - 第353話「特別病棟の女!」（1984年）
  - 第373話「呪われた死者の呼ぶ声!」（1984年）
  - 第383話「崩壊家族のラストタンゴ!」（1984年）
  - 第409話「ベッドタウン殺人事件の死角!」（1985年）
  - 第433話「モーニング・コールの証明!」（1985年）
  - 第442話「生きていた死体! 疑惑のニセ家族!」（1985年）
  - 第454話「フラッシュバック! 通り魔を殺した女」（1986年）
  - 第476話「慕情・神代課長を狙撃させた女!」（1986年）
- 文吾捕物帳 第23話「ほくろ悪女いい女」（1982年）
- 海にかける虹〜山本五十六と日本海軍（1983年）
- ただいま絶好調! 第21話「あの歌をもう一度」（1985年）
- 私鉄沿線97分署 第79話「壁をスイスイ! ヤモリ男の謎!?」（1986年）
- 痛快!婦警候補生やるっきゃないモン! 第6話「暴発! もう拳銃が握れない」（1987年）
- 必殺剣劇人 第3話「むふふ、バカめ!」（1987年） - 弥吉
- はぐれ刑事純情派
  - 第1シリーズ 第11話「子連れ未亡人の犯罪」（1988年）
  - 第4シリーズ 第16話「レイプ未遂! 正当防衛で捕まった女」（1991年）
  - 第7シリーズ 第20話「襲われたバスガイド・偽りの証言」（1994年） - 山下善雄 役
  - 第8シリーズ 第11話「愛犬が暴く痴漢!?刑事の片想い」（1995年） - 白鳥正樹 役
- 火曜スーパーワイド / 御宿かわせみ 第2作「恋娘」（1989年）
- さすらい刑事旅情編
  - さすらい刑事旅情編IV　第9話「水郷の花嫁・過去を捨てた女」（1991年）
  - さすらい刑事旅情編V 第5話「南九州終着駅で降りた女・三行広告の罠」（1992年）
- ゴリラ・警視庁捜査第8班 第40話「追憶」（1990年）
- 火曜ミステリー劇場
  - 西村京太郎スペシャル / 十津川警部の挑戦（1990年）
  - 十津川警部の対決（1991年）
- メタルヒーローシリーズ
  - 特警ウインスペクター 第38話「選ばれた男」（1990年） - 青木東洋
  - 特救指令ソルブレイン （1991年）
  - 特捜ロボジャンパーソン （1993年）
  - ブルースワット 第18話「強盗犯は英雄（ヒーロー）!!」（1994年） - 銀行の支店長
  - 重甲ビーファイター 第31話「危ないお嬢さま」（1995年） - 久保木執事
- 代表取締役刑事 第27話「人間の絆」（1991年）
- 愛しの刑事（1992年 - 1993年）
- ココだけの話 第2話「ふたりの会話」（2001年）
- 家政婦は見た!
- 特命係長 只野仁 スペシャル3「高級レストランとおふくろの味」（2006年） - 内田

#### テレビ東京
- 大江戸捜査網
  - 第3シリーズ
    - 第144話「緋牡丹に賭けた恋」（1976年）
    - 第155話「密室殺人事件」（1976年）
    - 第303話「花嫁誘拐 姿なき狼の罠」（1979年）
    - 第310話「豪雨に消えた謎の美女」（1979年）
    - 第337話「女隠密怒りの逆襲」（1980年）
    - 第389話「荒波を斬る隠密同心」（1981年）
    - 第492話「夫婦崩壊! 妻が酒に溺れる時」（1983年）
    - 第303話「花嫁誘拐 姿なき狼の罠」（1979年）
    - 第533話「狙撃! 姉様人形は血の匂い」（1984年）

  - 平成版 第1シリーズ（1990年）
    - 第4話「山男に抱かれた女」
    - 第17話「十手秘話 娘目明し一番手柄」

  - 平成版 第2シリーズ 第23話「浮世絵は殺しの匂い」（1992年）
- 若き血に燃ゆる〜福沢諭吉と明治の群像（1984年）
- 歴史サスペンス 隠密・奥の細道 第16話「公儀隠密 お蝶が惚れた」（1988年）
- ドラマスペシャル / ファーストレディ -さらば愛しき昭和- 愛と権力への階段（1990年）
- YASHA-夜叉- 第1話「運命の再会」（2000年）
- 女と愛とミステリー
  - 松本清張特別企画・わるいやつら（2001年） - 藤島千世の夫
  - 松本清張没後10年特別企画・家紋（2002年） - 啓海

### 映画
- 父よ母よ!（1980年、松竹）
- チェスト!（2008年、ティ・ジョイ）

### CM
- NTTドコモ 「らくらくホン」
- ブレンディ
- 大東建託
- JR東日本
- シャープ 「液晶 ビューカム」
- 食糧庁ごはん食推進キャンペーン
- 三菱電機ビルテクノサービス
- 小岩井乳業（2007年）